# Line Kruse
Line Kruse (født 3. august 1975) er en dansk skuespillerinde, uddannet på Skuespillerskolen ved Aarhus Teater i 2000.
Hun fik sin debut som 12-årig med hovedrollen i filmen Skyggen af Emma fra 1988. Siden har hun medvirket i en lang række danske film. Hun blev især kendt for rollen som storesøsteren Stine i filmserien om Krummerne.
Hendes teaterkarriere er foregået på flere danske scener: Mungo Park, Café Teatret samt Det Kongelige Teater.
På TV har hun en af de større roller i DR1 serien Bedrag.

## Privat
Line Kruse blev 2008 gift med manuskriptforfatter Anders Thomas Jensen og parret har fire børn sammen.

## Film
| År   | Titel                         | Rolle                      | Noter |
| ---- | ----------------------------- | -------------------------- | ----- |
| 1988 | Skyggen af Emma               | Emma Zülow                 |       |
| 1988 | Rødtotterne og Tyrannos       | Janne                      |       |
| 1989 | Retfærdighedens rytter        | prinsesse                  |       |
| 1989 | 17 op - Sallys Bizniz         | "chick"                    |       |
| 1991 | Krummerne                     | Stine, Krummes storesøster |       |
| 1992 | Krummerne 2 - Stakkels Krumme | Stine, Krummes storesøster |       |
| 1992 | Russian Pizza Blues           | Line                       |       |
| 1994 | Krummerne 3 - Fars gode idé   | Stine, Krummes storesøster |       |
| 1995 | Operation Cobra               | Hanne, Allans søster       |       |
| 1996 | Davids bog                    | studine                    |       |
| 1996 | Mørkeleg                      | Tine Willumsen             |       |
| 1999 | I Kina spiser de hunde        | Astrid                     |       |
| 1999 | Mifunes sidste sang           | luder                      |       |
| 2001 | Et rigtigt menneske           | Tanja                      |       |
| 2003 | De grønne slagtere            | Astrid                     |       |
| 2003 | Baby                          | Nova, Lenis søster         |       |
| 2006 | Sprængfarlig bombe            | Klara                      |       |
| 2009 | Simon & Malou                 | Tina                       |       |
| 2010 | En familie                    | Chrisser                   |       |
| 2011 | Noget i luften                | Pernille                   |       |
| 2012 | Den skaldede frisør           | Bitten                     |       |
| 2013 | MGP missionen                 | Eva                        |       |

### Serier
| År      | Titel          | Rolle        | Noter       |
| ------- | -------------- | ------------ | ----------- |
| 2000-01 | Skjulte spor   | Cookie       |             |
| 2011    | Den som dræber | Fie Schultz  | afsnit 3    |
| 2012-17 | Rita           | moster Gitte | afsnit 7-8  |
| 2016-19 | Bedrag         | Kristina     | afsnit 1-20 |

## Ekstern kilde/henvisning
- Line Kruse på Internet Movie Database (engelsk)
- Line Kruse på Filmdatabasen
- Line Kruse på danskefilm.dk
- Line Kruse på danskfilmogtv.dk
- Line Kruse på Scope
- Line Kruse på Svensk Filmdatabas (svensk)
- Line Kruse på AlloCiné (fransk)
- Line Kruse på AllMovie (engelsk)
- Line Kruse på The Movie Database (engelsk)

|  | Artiklen om skuespilleren Line Kruse kan blive bedre, hvis der indsættes et (bedre) billede. Du kan hjælpe ved at uploade et godt billede til Wikimedia Commons iht. de tilladte licenser og indsætte det i artiklen. Eller du kan søge efter eksisterende filer på Wikimedia Commons eller på Flickr - fx med værktøjet Free Image Search Tool. |